# Monument Jean-Rivard
Le monument Jean-Rivard est une sculpture en pierre artificielle d'Alfred Laliberté créée en 1935 située devant l'hôtel de ville à Plessisville au Québec (Canada). Ce monument commémore le héros créé par l'auteur Antoine Gérin-Lajoie qui parait dans ses deux romans: Jean Rivard, le défricheur et Jean Rivard, économiste,. Ce monument a été cité comme immeuble patrimonial par la ville de Plessisville en 2010.